# Václav Kahovec
Václav Kahovec (30. července 1887 ve Viticích na Vodňansku) – 26. března 1933 v Trnavě), byl český stíhací pilot sloužící za první světové války ve francouzském letectvu.

## Život
Na počátku první světové války sloužil Václav Kahovec jako dobrovolník ve francouzské armádě. Pilotní křidélka získal 17. května 1917 v letecké škole Nieuport v Istres-Miramas. Od 2. prosince 1917 až do března 1919 byl příslušníkem SPA 75, kde létal na stíhacích strojích SPAD S.VII. Během bojů byl dvakrát těžce raněn a vyznamenán francouzským Croix de Guerre 1914–1918 a Československým válečným křížem 1918.

## Vyznamenání
- Croix de guerre (Francie)
- Československá revoluční medaile
- Pamětní francouzská medaile 1914–1918 [2], (Francie)
- Československý válečný kříž 1914–1918